# Wesley Clark
Wesley Kanne Clark, Sr., (* 23. prosince 1944 Chicago) je vysloužilý americký generál armády Spojených států. Studoval na Oxfordu a 2. července 1962 nastoupil na Vojenskou akademii ve West Pointu. Jeho vojenská kariéra trvala 34 let (1966–2000). Je nositelem Řádu britského impéria, Purpurového srdce, Prezidentské medaile svobody a mnoha dalších vojenských (amerických i mezinárodních), i společenských prestižních ocenění, mimo jiné např. Český kříž za zásluhy (I. třídy) ministra obrany ČR.

## Vojenská kariéra
První vyznamenání si vysloužil ve Válce ve Vietnamu, jíž se účastnil od roku 1969. Po jejím skončení až do 90. let trávil prací pro Bílý dům a některých vedoucích postů v armádě. V této době též získal vzdělání z Command and General Staff College a National War College, kde získal další znalosti z oblasti vojenství a válečnictví. V 80. letech sloužil jako velitel výcvikových zařízení jako Fort Irwin Military Reservation nebo National Training Center, později působil v nejvyšším velení ve Sboru náčelníků štábů (Joint Chiefs of Staff) ve vedoucí pozici pro strategické plánování a politiku (Strategic Plans and Policy). Měl podíl na plánování účasti americké armády během Války v Bosně a Hercegovině.
Clark velel Operaci Spojenecká síla během války v Kosovu, během svého velitelského mandátu evropského nejvyššího spojeneckého velitelství NATO mezi lety 1997 a 2000. Zde mj. sehrál kontroverzní roli pri Incidentu na Prištinském letišti (11.-13.6.1999): brzy ráno 11.6.1999, kolona čítající kolem 30 ruských obrněných transportérů přepravující kolem 250 ruských výsadkářů, kteří byli členy mezinárodní mírové mise v Bosně, se přesunula do Srbska. Dopoledne bylo zjevné, že kolona směřuje k Prištinskému mezinárodnímu letišti, ke kterému se snažili dorazit před silami NATO. Záběry z CNN ukazovali, že na ruských strojích bylo aktuální označení "KFOR" rychle/provizorně přepsáno z předchozího označení "SFOR". Generál Wesley Clark, který měl v dané době funkci vrchního velitele NATO pro Evropu (NATO Supreme Allied Commander Europe) po telefonickém rozhovoru s vrchním sekretářem NATO Chaviérem Solanou nařídil kontingentu Britských a Francouzským výsadkářům vrtulníkovým výsadkem silou obsadit Prištinské letiště a následně zablokovat přistávací plochu vrtulníky.
13.6.1999 dorazil Clark na velitelství v Skopje, na setkání s britským velitelem sil KFOR generálem Mike Jacksonem. Jackson zastával stanovisko, že rusové zaujaly obranná postavení, jsou izolováni a není třeba proto nim zasahovat. Generál Clark požadoval silové řešení. Britský velitel sil KFOR generál Mike Jackson tehdy výslovně odmítl splnit Clarkovy rozkazy s odpovědí "Já kvůli vám/pro vás nezačnu třetí světovou válku" ("I'm not going to start the Third World War for you."). Generál Jackson dále prohlásil, že raději rezignuje, než aby splnil Clarkovi rozkazy. Následně se několikrát osobně setkal s velitelem ruských výsadkářů generálem Viktorem Zavarzinem. Po dva týdny ruské síly okupovali letiště, než incident se vyřešil bez požití síly. Tento incident britského muzikanta a tehdejšího kapitána James Blunta (James Hillier Blount), který tehdy sloužil v Kosovu údajně přímo inspiroval k napsání jeho songu "No Bravery".

## Politická kariéra
Po odchodu z armády se Clark angažuje v politice, přičemž má blíže k demokratům než k republikánům. Ve volebním roce 2004 kandidoval na prezidenta USA, ale brzy se kandidatury vzdal ve prospěch Johna Kerryho, kterého preferoval. Ve stejné době založil stranu WesPAC: Securing America, kterou využil k podpoře mnohých demokratických kandidátů.
2. března 2007 v rozhovoru s novinářkou Amy Goodmanovou v rámci televizního pořadu Democracy Now! vypověděl, že 10 dnů po 11. září 2001 se při návštěvě Pentagonu dověděl o rozhodnutí vojenského a politického vedení administrativy George W. Bushe provést preventivní útok na Irák bez jakýchkoli příčin či důkazů; a o pár dní poté o rozšíření tohoto plánu, které počítalo s invazí armády USA do sedmi zemí během následujících pěti let, kromě Iráku např. do Libye, Sýrie a nakonec Íránu.
V současné době pracuje v administrativě Baracka Obamy jako zástupce předsedy skupiny lobbující pro využití bioethanolu, Growth Energy.

## Dílo
- Clark, Wesley K. (úvodní slovo) (2006). Great Generals series. Palgrave Macmillan.
- Clark, Wesley K. (2001). Waging Modern War: Bosnia, Kosovo, and the Future of Combat. New York: PublicAffairs. ISBN 1-58648-277-7.
- Clark, Wesley K. (2004). Winning Modern Wars: Iraq, Terrorism, and the American Empire. New York: PublicAffairs. ISBN 1-58648-043-X.

### Knihy
- Felix, Antonia (2004). Wesley K. Clark: A Biography. New York: Newmarket Press. ISBN 1-55704-625-5.